# Zygonemertes
Zygonemertes es un género de gusanos perteneciente a la familia Zygonemertidae.
Las especies de este género se encuentran en América del Norte.

## Especies
Se reconocen las siguientes:
- Zygonemertes africana Stiasny-Wijnhoff, 1916
- Zygonemertes albida Coe, 1901
- Zygonemertes algensis (Bürger, 1895)
- Zygonemertes capensis Wheeler, 1934
- Zygonemertes cocacola Corrêa, 1961
- Zygonemertes fragariae Corrêa, 1954
- Zygonemertes glandulosa Yamaoka, 1940
- Zygonemertes isabellae Corrêa, 1954
- Zygonemertes jamsteci Kajihara, 2002
- Zygonemertes luederitzi Stiasny-Wijnhoff, 1916
- Zygonemertes maslovskyi (Czerniavski, 1880)
- Zygonemertes shintai Kajihara, 2002
- Zygonemertes simoneae Corrêa, 1961
- Zygonemertes tenuirostris Korotkevich, 1977
- Zygonemertes thalassina Coe, 1901
- Zygonemertes virescens (Verrill, 1879)
- Zygonemertes wadjemupensis Gibson, 1999
- Zygonemertes zhenylebedevi Chernyshev, 1991